# Elektrisches Signal
Ein elektrisches Signal ist eine Spezialform eines physikalischen Signals. Es handelt sich um eine elektrische Größe wie Stromstärke, Spannung oder Widerstand, wenn es in irgendeiner Form variabel ist und somit Informationen aufnehmen und transportieren kann. Als Wert des Signals kommen beispielsweise Gleichwert, Scheitelwert, Frequenz, Phasenverschiebungswinkel oder Tastgrad infrage. Als physikalisches Signal bezeichnet man allgemein eine „physikalische Größe, bei der ein oder mehrere Parameter Information über eine oder mehrere variable Größen tragen“, bzw. ein „physikalisches Phänomen, dessen charakteristische Größen zur Darstellung von Information dienen können“.

## Träger der Information
Bei einfachen Anwendungen kommt der Parameter des Signals direkt zur Verwendung, beispielsweise die Höhe einer Thermospannung für eine Temperaturdifferenz.
Alternativ wird mittels Modulation die Information einem sogenannten Trägersignal aufgeprägt. Dabei wird im einfachen Fall genau eine Eigenschaft des Trägers moduliert, nach der i. A. die Modulationsart benannt wird. Die mittlere (oder noch nicht modulierte) Amplitude, Frequenz und anderen Eigenschaften des Trägersignals sind bezüglich der übertragenen Nachricht ohne Bedeutung; der Träger ist nur zur Anpassung an die physikalischen Eigenschaften des Ausbreitungsmediums notwendig. Die Auswahl der modulierten Trägersignal-Eigenschaft unterliegt Gesichtspunkten wie fehlerarme, schnelle, zielgerichtete Übertragbarkeit.

## Darstellung
Die Darstellung kann als Analog- oder Digitalsignal vorgenommen werden. Nach anderer Einordnung unterscheidet man zwischen periodischem Signal (z. B. Sinussignal, Rechtecksignal), stochastischem Signal (z. B. Audiosignal wie Rauschen, Sprache und Musik) und binärem Signal (z. B. Ein-/Ausschaltvorgang). Inhaltlich kann das Signal z. B. als Messsignal, Tonsignal, Taktsignal, Signal zur Übertragung von Text/Bildern oder (z. B. in der Steuerungstechnik) als Steuersignal oder Meldesignal dienen.

## Übertragung
Zur Übertragung eines elektrischen Signals werden elektrische Leiter verwendet, was die wesentliche Abgrenzung zum Funksignal (elektromagnetische Welle als Träger für eine Information) oder zum optischen Signal (auf Lichtwellenleiter) darstellt. Aber auch z. B. die Feldstärke eines elektrischen Feldes kann (trotz des fehlenden el. Leiters) als elektrisches Signal bezeichnet werden – hier ist der Übergang zum Funksignal fließend. Bei hochfrequenten Signalen muss auch im Leiter deren Welleneigenschaft berücksichtigt werden (z. B. bei der Leiterbahnführung auf einer Platine), d. h., es kommen teilweise die Eigenschaften eines Funksignals zum Tragen.

## Anwendungsgebiete
- In einem System aus mehreren miteinander in Beziehung stehenden Geräten spricht man in der Messtechnik von einer Messkette, in der die Geräte elektrische Signale weitergeben.[4]
- In der Leittechnik bezeichnet man bei den miteinander in Beziehung stehenden Elementen eine Beeinflussung eines Signals durch ein anderes als Wirkungsablauf.[2] Für die symbolische Darstellung der Wirkungsabläufe dient ein Wirkungsplan, in älterer Literatur Signalflussplan genannt.[5]
- Auch in der Nachrichtentechnik sind zwischen Aufnahmegerät (z. B. Mikrofon) und Sender sowie zwischen Empfänger und Ausgabegerät (z. B. Lautsprecher) elektrische Signale üblich; nur der Übertragungskanal verwendet auch andere Signale.[6]